# Ogawa Ito
Ito Ogawa (小川糸?, Ogawa Ito; 1973) è una scrittrice giapponese.
Laureata presso la Seisen Daigaku in Letteratura Classica Giapponese, ha esordito come scrittrice nel 1999.
Scrive anche delle canzoni, è infatti membro della band Fairlife; il suo pseudonimo musicale è Shunran.

## Opere
Nel 2007 la casa editrice Kōdansha ha pubblicato un suo libro illustrato di poesie.
- Nel gennaio 2008 pubblica il suo romanzo d'esordio Shokudo Katatsumuri (traslitterazione di 食堂かたつむり - traduzione letterale: “Il ristorante lumaca”). Edizione italiana Neri Pozza, con il titolo Il ristorante dell'amore ritrovato. 2010, traduzione di Gianluca Coci. Il romanzo si è aggiudicato il Premio Bancarella della Cucina 2011.
- La cena degli addii (raccolta di racconti) 2012, Neri Pozza, traduzione di Gianluca Coci.
- La locanda degli amori diversi, 2016, Neri Pozza, traduzione di Gianluca Coci.
- Ribon messaggero d'amore, profonda e commovente storia all'insegna della speranza. 2020, Neri Pozza, traduzione di Gianluca Coci.
- La cartoleria tsubaki

## Trasposizioni cinematografiche
Dal romanzo d'esordio è stato tratto l'omonimo film, uscito nelle sale giapponesi nel febbraio 2010, interpretato da Kou Shibasaki e Kimiko Yo, volti noti del cinema giapponese. Il film è stato diretto da Tominaga Mai ed è stato presentato in prima nazionale in Italia (in versione sottotitolata) il 14 ottobre 2010, alla presenza della regista e della vice console giapponese, all'ottavo Ottobre Giapponese, una rassegna di eventi sul Giappone che da anni si tiene nella città di Ravenna.